# Pecluma eurybasis
Pecluma eurybasis là một loài thực vật có mạch trong họ Polypodiaceae. Loài này được (C. Chr.) M.G. Price miêu tả khoa học đầu tiên năm 1983.